# Geotermalna elektrana Hellisheiði
Geotermalna elektrana Hellisheiði je trenutno druga po veličini samostalna geotermalna elektrana u svijetu i najveća na Islandu. Instalirana snaga je 213 MW, ali u planu je proširenje postrojenja, pa bi se proizvodilo 303 MW električne energije i 133 MW tople vode, tako da bi u budućnosti mogla biti i najveća geotermalna elektrana u svijetu. Proizvodnja električne energije je započela 2006., kada su ugrađene dvije parne turbine 2 x 45 MW. 2007. je dodatno ugrađena parna turbine od 33 MW. 2008. su ugrađene još dvije nove turbine 2 x 45 MW. Od 2010. se započelo s proizvodnjom tople vode za domaćinstva snage 133 MW. 2011. je u izgradnji još dvije nove turbine 2 x 45 MW.

## Geotermalna energija na Islandu
Drugi zanimljivi oblik iskorištavanje geotermalne energije je grijanje. Najveći geotermalni sistem koji služi za grijanje nalazi se na Islandu, odnosno u njegovom glavnom gradu Reykjaviku, u kojem gotovo sve zgrade koriste geotermalnu energiju, te se čak 89% islandskih kućanstava grije na taj način.

## Geotermalne elektrane s isparavanjem
Geotermalna elektrana Hellisheiði primjenjuje tehnologiju geotermalnih elektrana s isparavanjem. Energent je, u ovome slučaju, voda pod tlakom. Budući da je tlak u bušotini općenito niži od tlaka u ležištu, voda pod tlakom u bušotini struji prema površini. Kao posljedica pada tlaka, određeni dio kapljevine isparava i bušotina istovremeno daje toplu vodu i paru, s tim da je voda dominantna faza. Stoga se ta ležišta također nazivaju i ležišta s vlažnom parom.
Geotermalna voda često sadrži veliku količinu otopljenih minerala, uglavnom klorida, bikarbonata, sulfata, borata, fluorida i silicija. To može prouzročiti zasoljenje cjevovoda i postrojenja. Ovakva eksploatacijska polja proizvode veliku količinu otpadne vode, te je upravo zbog velike količine otopljenih minerala, geotermalni fluid potrebno vratiti natrag u ležište, putem utisne bušotine. Vlažna para se ne može koristiti kod standardnih turbina bez rizika oštećenja turbinskih lopatica. Stoga se, kod svih instalacija koje koriste ležišta vlažne pare koriste separatori za odvajanje pare od vode. Proizvodnja električne energije iz ovih polja se ostvaruje pomoću isparavanja kapljevitog geotermalnog fluida u jednom ili nekoliko isparivača na površini.
Od 2004. godine je 135 postrojenja toga tipa u radu u 18 zemalja diljem svijeta. Postrojenja s jednostrukim isparavanjem čine 29% od svih geotermalnih postrojenja i približno 40% od ukupno instalirane snage geotermalnih elektrana u svijetu. Jedinične snage se kreću od 3 do 90 MW, dok je prosječna snaga 28,1 MW po jedinici.
Postrojenje s dvostrukim isparavanjem predstavlja poboljšanje s obzirom na postrojenje s jednostrukim isparavanjem, u tom smislu da daje 15 – 25% više izlazne snage, za iste uvjete geotermalnog fluida. Postrojenje je složenije, skuplje i zahtjevnije po pitanju održavanja, ali više dobivene izlazne snage najčešće opravdava instaliranje takvih postrojenja. Postrojenja s dvostrukim isparavanjem su prilično brojna i nalaze se u radu u 9 zemalja. Sredinom 2004. u radu je bilo 70 takvih jedinica, 15% od ukupnog broja geotermalnih elektrana. Jedinične snage se kreću u području 4,7 do 110 MW, dok je prosječna jedinična snaga oko 30 MW.